# Евстратовский (Волгоградская область)
Евстратовский  — хутор в Клетском районе Волгоградской области России. Входит в Захаровское сельское поселение.

## География
Расположен в западной части региона, на Донской гряде, у реки Куртлак.
Абсолютная высота 123 метра над уровнем моря.
Расстояние до районного центра, станицы Клетской — 19 километров.

## История
В Области Войска Донского хутор входил в юрт станицы Клецкой. На нём существовала Александро-Невская церковь, не сохранилась.
Во время Великой Отечественной хутор стал районом ожесточенных боев (смотри Сражение у Калача, (август 1942)). Здесь располагалась 192-я стрелковая дивизия (1-го формирования), сражавшаяся с 8-й армейским корпусом вермахта из состава 6-й армии вермахта.
В соответствии с Законом Волгоградской области от 14 февраля 2005 года № 1003-ОД «Об установлении границ и наделении статусом Клетского района и муниципальных образований в его составе», хутор вошёл в состав образованного Захаровского сельского поселения.

## Население
| 2010 |
| ---- |
| 407  |

Гендерный состав
По данным Всероссийской переписи населения 2010 года в гендерной структуре населения из 407 человек мужчин — 196, женщин — 211 (48,2 и 51,8 % соответственно).
Национальный состав
Согласно результатам переписи 2002 года, в национальной структуре населения
русские составляли 78 % от общей численности населения в 458 чел..

## Инфраструктура
Развитое сельское хозяйство. Личное подсобное хозяйство.
Уличная сеть:
- улицы: Веселая, Заречная, Зерщикова, Молодёжная, Овражная, Сергеева, Степная, Тарасова, Центральная, Школьная;
- переулки: Беляковой, Веселый, Молодёжный, Московский, Центральный.

## Транспорт
подъезд от автомобильной дороги «Курганный — Клетская» к х. Евстратовский (идентификационный номер 18 ОП МЗ 18Н-53-4).
Просёлочные дороги.